# Innamorata (F U!)
Innamorata (F U!) (reso graficamente come Innamorata (F____U!)) è un singolo della cantante italiana Nina Zilli, pubblicato il 14 aprile 2023.

## Descrizione
Il singolo ha visto la produzione del rapper italiano Danti (con il quale Zilli ha anche scritto il brano) e la partecipazione di Saturnino al basso. In merito al brano Nina Zilli ha dichiarato:

## Video musicale
Il video, diretto da Mauro Russo, è stato reso disponibile in contemporanea con l'uscita del singolo attraverso il canale YouTube della cantante e vede la partecipazione di Danti, degli Articolo 31, di Katia Follesa, de Le Donatella e di Alvin. Nina Zilli ha commentato così il video:

## Tracce
Testi e musiche di Nina Zilli e Daniele Lazzarin.
1. Innamorata (F U!) – 2:31